# 이기용 (법학자)
이기용(李起勇, 1957년 11월~2007년 12월 5일)은 대한민국의 법학자이다.
1981년도에 성균관대학교 법률학과를 졸업하고, 1983년 '소멸시효에 관한 고찰'이라는 논문으로 동대학원에서 석사학위를 취득하였으며 1990년 '부동산 취득시효에 관한 연구'라는 논문으로 동대학원에서 박사학위를 취득하였다.
충북대학교 사법학과 교수를 거쳐, 성균관대학교 법학부 교수를 역임했다.
2007년 10월, 직장암 3기 판정을 받고 투병중이었으나 "강의를 모두 마치고 입원치료를 받겠다"며 수술 날짜를 종강 이후로 미루었으며,  2007년 12월 5일, 수업을 마치고 갑자기 쓰러져 병원으로 후송되었으나 타계했다.